# Tristar (film, 1996)
Pour les articles homonymes, voir Tristar.
Tristar (大三元, Da san yuan) est un film hongkongais réalisé par Tsui Hark, sorti en 1996.

## Synopsis
Un prêtre reçoit la confession d'une prostituée qui lui raconte une histoire de dette de 200,000 HK$.
La prostituée laisse accidentellement une enveloppe avec son adresse dans le confessionnal. Le prêtre loue une chambre dans l'appartement de celle-ci et essaye de lui faciliter la vie. La prostituée tombe amoureuse de lui.

## Fiche technique
- Titre : Tristar
- Titre original : 大三元 (Da san yuan)
- Réalisation : Tsui Hark
- Production : Raymond Wong
- Scénario : Tsui Hark, Phillip Cheng et Tiu Wan
- Pays d'origine : Hong Kong
- Format : Couleurs - 1,85:1 - Mono - 35 mm
- Genre : Comédie, romance
- Durée : 106 minutes
- Date de sortie : 1996

## Distribution
- Hon Lam Baau : Dinosaur
- Moses Chan : Chen Junnan
- Sunny Chan : Fa's partner
- Leslie Cheung : père Zhong Guoqiang
- Radium Cheung
- Chung King-fai : Dinosaur
- Paul Fonoroff : mormon barbu
- Fung Wai-hung
- Catherine Hung Yan : Mary
- Alvina Kong : Dongdong
- Lau Ching-wan : Fa
- Lee Heung-kam
- Shing Fui-on : père Robin
- Raymond Wong : Supt. Mai
- Xiong Xin-xin : Tai
- Anita Yuen : Bai Xuehua